# Jan van Rheenen
Jan van Rheenen (Den Haag, 10 december 1909 - Oss, 3 oktober 1971) was een Nederlands nationaalsocialistisch schrijver.
Voor de Tweede Wereldoorlog bezat Van Rheenen een persbureau, dat voornamelijk voor de geïllustreerde pers werkte. In 1938 verscheen zijn eerste roman, Een man met een tjalk, die een jaar later door een tweede roman werd gevolgd, De glijbaan. Tijdens de bezetting maakte hij onder meer rapportages over het Vrijwilligerslegioen Nederland. Vanaf 23 oktober 1942 was hij lid van de Nederlandsche SS en volgde hij een opleiding aan de SS-school in Avegoor.
In de jaren 1944-1945 was Van Rheenen betrokken bij de zakelijke exploitatie van George Kettmanns nationaalsocialistische uitgeverij De Amsterdamsche Keurkamer. Hij hield zich daar voornamelijk bezig met de literaire aangelegenheden en niet zozeer met de technische of financiële aspecten van het uitgeversvak. Op deze manier trachtte hij de afwezigheid wegens frontdienst van zijn vriend Kettmann te compenseren.
Kort na de oorlog verscheen van hem Verloren koninkrijk, een door uitgeverij Pont Neuf clandestien uitgegeven poëziebundel.
Hij werd in het kader van de naoorlogse zuivering veroordeeld tot een gevangenisstraf van anderhalf jaar. Na zijn straftijd ontwikkelde Van Rheenen zich als een bekende hondenkenner en hij publiceerde over dit onderwerp talloze boeken.
Van Rheenen was ook actief als vertaler. Zo vertaalde hij The Fountainhead (De eeuwige bron), de eerste grote - in 1943 in de Verenigde Staten verschenen - ideeënroman van Ayn Rand in het Nederlands.